# Daihatsu Ayla
La Daihatsu Ayla est une citadine conçue par le constructeur automobile japonais Daihatsu et fabriquée par Astra Daihatsu Motor en Indonésie. Il s'agit d'un véhicule d'entrée de gamme vendu sur plusieurs marchés émergents. L'Ayla est vendue par Toyota sous les noms de Toyota Agya et Toyota Wigo dans le cadre d'un accord OEM,. La voiture est également rebadgée, redessinée et fabriquée en Malaisie par Perodua sous le nom de Perodua Axia.

## Présentation
L'Ayla et l'Agya ont été présentées en septembre 2012, lors du Salon de l'automobile de Jakarta, en Indonésie. Ces modèles font suite au programme gouvernemental indonésien Low Cost Green Car (LCGC), mis en place en faveur des voitures économiques.
Le nom «Ayla» a été tiré du mot sanscrit signifiant «lumière», tandis que «Agya» signifie «rapide».
Les premiers véhicules furent produits le 25 octobre 2012.
Les Ayla, Agya et Wigo sont restylées une première fois en 2017, et une seconde fois en 2020,,.

## Toyota Agya et Wigo
La Daihatsu Ayla est appelée Toyota Agya en Indonésie, en Afrique du Sud, en Tunisie, dans certains pays d'Amérique latine et des Caraïbes, et Toyota Wigo aux Philippines, au Sri Lanka, au Brunei et au Vietnam.

### Philippines
Lors du lancement de la Wigo en 2014, Toyota Motor Philippines a lancé une vaste campagne de communication mettant en vedette les acteurs John Lloyd Cruz et Sarah Geronimo,. Aux Philippines, la Wigo a été récompensée par le Car Awards Group de la meilleure micro-voiture de l'année 2014-2015.

## Perodua Axia
Le constructeur malaisien Perodua commercialise depuis août 2014 sa propre version, la Perodua Axia. Elle remplace la Perodua Viva, qui reposait elle-même sur une Daihatsu, l'ancienne Cuore.
L'Axia est restylée en janvier 2017 et en septembre 2019,.

## Ventes
| Année civile | Indonésie     | Indonésie   | Philippines | Malaisie      |
| Année civile | Daihatsu Ayla | Toyota Agya | Toyota Wigo | Daihatsu Axia |
| ------------ | ------------- | ----------- | ----------- | ------------- |
| 2013         | 19 141        | 22 376      | -           | -             |
| 2014         | 40 775        | 67 074      |             | 29 811        |
| 2015         | 35 084        | 57 646      |             | 101 879       |
| 2016         | 39 087        | 45 009      | 18 430      | 89 059        |
| 2017         | 28 051        | 29 004      | 19 295      | 88 417        |
| 2018         | 26 952        | 29 106      | 21 234      | 78 425        |
| 2019         | 22 108        | 25 082      | 18 183      | 67 267        |
| 2020         | 13 091        | 12 952      | 11 853      |               |

## Rappel
En septembre 2018, Toyota Motor Philippines a publié un avis de rappel sur plus de 15 000 Wigo produites du 5 avril au 15 décembre 2017. Les unités concernées ont un fil de moteur défectueux qui peut se briser à cause des vibrations du moteur.